# Tulio Mendoza Belio
Tulio Mendoza Belio (Rancagua, 24 de agosto de 1957) es un poeta chileno, miembro de la Academia Chilena de la Lengua, correspondiente de la Real Academia Española. Mendoza es presidente de la Sociedad de Escritores de Chile (SECH), filial Concepción y presidente-fundador del Centro Cultural Fernando González-Urízar de Concepción, ciudad en la que reside desde 1976.